# بوچکا
بوچکا (به مجاری:  Bocska) یک شهرداری در مجارستان است که در ناحیه نادی‌کانیژا واقع شده‌است. بوچکا ۷٫۳۸ کیلومتر مربع مساحت و ۳۷۸ نفر جمعیت دارد.